# Pierre de Villeneuve
Pierre Charles Jean Baptiste Silvestre de Villeneuve (Valensole, 31 december 1765 – Rennes, 22 april 1806) was een Franse admiraal. Hij had het bevel over de Franse vloot bij de zeeslag bij Trafalgar, waar hij werd verslagen.

## Carrière
Villeneuve, lid van de familie De Villeneuve, ging op zijn 16e bij de Franse marine, waar hij direct deelnam aan de oorlog van Verenigde Staten en Frankrijk tegen Engeland tot 1783.
In 1798 nam hij deel aan de slag op de Nijl, die hij ternauwernood ontvluchtte na de Britse overwinning. Vervolgens werd hij commandant van de Franse vloot in Rochefort en Toulon. De Franse vloot was cruciaal voor het slagen van de  voorgenomen Franse invasie van Engeland. Eerst  moest de vloot de Engelse vloot weghouden van het Kanaal en dan terugkeren om de invasie te ondersteunen. Als onderdeel van dit plan veroverde Villeneuve op 3 juni 1805 Rocher du Diamant op de Britten. De Frans/Spaanse vloot vocht een onbesliste zeeslag uit bij Cap Finisterre op 22 juli 1805 met tegen de Engelse kapitein Calder! op weg terug naar Europa. Ernstig verzwakt trok zij zich terug in Spanje. De Franse invasie van Engeland was nu niet meer mogelijk en Villeneuve kreeg toen het bevel van Napoleon om met zijn vloot de Franse aanval op Napels ondersteunen. Villeneuve wist intussen dat zijn vervanger onderweg was naar Cadiz en om zich alsnog te bewijzen besloot hij de haven van Cádiz te verlaten op 18 oktober 1805 met de gecombineerde Frans-Spaanse vloot om de Engelsen alsnog te confronteren.

## Zeeslag bij Trafalgar
Op 21 oktober 1805 trof hij Horatio Nelson met de Britse vloot, waarna de Zeeslag bij Trafalgar aanving. Deze zeeslag resulteerde in een catastrofe voor de vloot van Villeneuve. Hijzelf werd krijgsgevangen gemaakt en werd later vrijgelaten om terug te keren naar Frankrijk. Hij werd op 22 april 1806 dood aangetroffen met zes messteken in de hartstreek in het Hôtel de la Patrie in Rennes. Onduidelijk is of het om zelfmoord ging of dat hij - zoals ook wel wordt gespeculeerd - in opdracht van Napoleon is omgebracht.
Hij staat vermeld in de Arc de Triomphe in Parijs. Het is niet bekend waar hij is begraven.
- Bibliothèque nationale de France: cb10068578n (data)
- Gemeinsame Normdatei: 1233688324
- International Standard Name Identifier: 0000 0000 9585 3022
- Système universitaire de documentation: 243191006
- Virtual International Authority File: 141404873
- WorldCat: E39PBJkD4prMmJJbP6TyPmPCwC